# Pericoma biramus
Pericoma biramus és una espècie d'insecte dípter pertanyent a la família dels psicòdids que es troba a Nord-amèrica: Arizona i la Baixa Califòrnia.